# Incubation: Time is Running Out
Incubation: Time Is Running Out (також відома як Incubation: Battle Isle Phase Four) — покрокова стратегія видана 1997 року, розроблена німецькою компанією Blue Byte Software. Роком пізніше, у 1998 році було випущено сиквел — Incubation: The Wilderness Missions. У Росії видавцем гри виступила компанія 1С, яка випустила першу частину під назвою «Incubation: Космодесант» 16 вересня 2005 року, й продовження — «Incubation: Второй десант».

## Сюжет
У майбутньому людство освоїло міжзоряні перельоти та почало засновувати колонії у різних сонячних системах. Сюжет розгортається на одній з таких колоній під назвою Ностальгія, на яку скоїла напад місцева форма життя — Скайгерамі, які мутують під впливом мікроорганізмів, занесених із Землі.

## Ігровий процес
Спочатку гравцеві пропонується вибрати кампанію і бійців загону. У кожного бійця є свій набір навичок, який поліпшується при купівлі спорядження та зброї. У бійців є боєздатність (від неї залежить дальність пересування та захист) графік здоров'я, які розвиваються з досвідом. Якщо боєць загине, його не можна буде повернути до життя, а найнятий воїн не буде мати зброї та досвіду.
Після вибору воїнів гравцеві потрібно розставити їх на загальній карті по клітинах. Спочатку доступно 3 бійці та 5 клітин. У кожного юніта є графік дії, які витрачаються на ходьбу та стрілянину. На карті знаходяться різні об'єкти з якими можна взаємодіяти.